# I-94

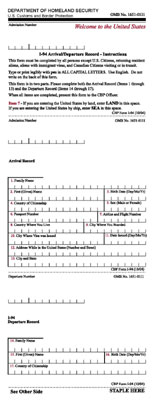
正面

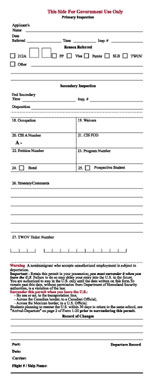
背面

I-94とは、アメリカ合衆国に入国する外国人の出入国記録のための用紙（出入国カード）である。

## 概要
米国税関・国境警備局(CBP)やアメリカ合衆国市民権・移民局(USCIS)によって使用される。観光・短期商用目的のビザ免除プログラム(VWP)参加国市民用のI-94W(緑色)と、その他ビザ保持者用のI-94(白色)の2種類の用紙があり、非移民ビザ・ステイタスでの入国が認められている全ての外国の市民が米国に入国する際に用紙への記入が必要であったが、2013年5月より手続きの自動化が行われ、空路・海路での入国の場合、記入が不要になった。
ビザ免除プログラム(VWP)参加国の市民のうち、90日以内の滞在目的で航空機または船で、米国に入国する非米国市民または米国永住権を持たない者は、2009年1月12日以降、米国への渡航前に電子渡航認証システム(ESTA)へ入力することが義務付けられている。
航空会社や船会社が、ESTAに接続している事前旅客情報システムを提供している場合、I-94Wを記入する必要はないが、ESTAに接続していない、あるいは陸路で入国する場合は、従来通りI-94Wへ記入しなければならない。2010年7月4日以降、ESTAを利用して入国する場合、I-94Wへの記入、提出は廃止された。
米国への渡航者は、米国入国時に空港・港で記入済みのI-94フォームを米国税関・国境警備局の職員に提示する。職員はその用紙にスタンプを押し、特定の期間、特定の非移民ステイタスとして、米国入国を最終承認する。
一般的なルールとして、米国永住権を持たない非米国市民が米国から出国する際は、I-94フォームを提出しなければならない（通常は航空会社または船会社職員に手渡す）。これにより、その人の出国が米国税関・国境警備局の職員により正しく記録される。出国時に提出するのを忘れてしまった場合は、出国を証明するものを添えて郵送する必要がある。ただし米国からカナダまたはメキシコに出国する場合だけは、30日以内の渡航であれば、I-94を提出する必要はない。
非移民渡航者が、米国滞在中にI-94フォームを紛失、または盗難にあった場合は、USCISにより代替フォームが要求される。
非移民渡航者は、米国滞在中に非移民ビザ・ステイタスのカテゴリ変更や、USCISのI-539フォーム記入による非移民ステイタスの期間延長を申請することができる。これら申請の承認されるとUSCISは承認通知書を発行するが、その最下部はその非移民渡航者のための新しいI-94フォームとなっていて、その渡航者の新しいまたは延長された非移民ビザ・ステイタスやステイタスの新しい承認期間が反映されている。